# Antonín Sochor (matematik)
Antonín Sochor (1. března 1942 – 17. května 2008) byl český matematik, logik a politik, v 90. letech 20. století poslanec Poslanecké sněmovny za Křesťanskodemokratickou stranu, později za ODS.

## Biografie
Vystudoval Matematicko-fyzikální fakultu Univerzity Karlovy. Zabýval se matematickou logikou a teorií množin. Úzce spolupracoval s profesorem Petrem Vopěnkou na jeho alternativní teorii množin. V období let 1993-2001 byl členem Akademické rady Akademie věd. Byl ženatý a měl tři děti.
Po sametové revoluci se zapojil do politického života. Byl členem Republikového zastupitelského výboru KDS a
od roku 1991 místopředsedou oblastního vedení Křesťanskodemokratické strany (KDS) v Praze a středních Čechách. V období let 1990-1994 byl zastupitelem a radním za městskou část Praha 2. Ve volbách v roce 1992 kandidoval do České národní rady za KDS, respektive za volební koalici ODS-KDS (volební obvod Praha). Nebyl ale zvolen. Do parlamentu se dostal až dodatečně jako náhradník poté, co rezignoval poslanec Petr Lom, v květnu 1995 (Česká národní rada se mezitím po vzniku samostatné České republiky proměnila na Poslaneckou sněmovnu Parlamentu ČR). Zasedal v poslaneckém klubu KDS a po jejím sloučení s ODS přešel od dubna 1996 do poslaneckého klubu občanských demokratů. Ve sněmovně setrval do voleb v roce 1996. Byl členem sněmovního výboru pro vědu, vzdělání, kulturu, mládež a tělovýchovu a zemědělského výboru.
Nadále se i pak angažoval v komunální politice. V komunálních volbách roku 1994 neúspěšně kandidoval do zastupitelstva městské části Praha 2 za KDS. Opětovně kandidoval, nyní již za ODS, v komunálních volbách roku 1998 a komunálních volbách roku 2002 a nyní byl zvolen. Profesně se uvádí jako matematik.

## Dílo
Jeho nejvýznamnějšími knižními publikacemi jsou vysokoškolské učebnice:
- A. Sochor: Klasická matematická logika, Karolinum, 2001.
- A. Sochor: Metamatematika teorií množin, Karolinum, 2005.

Poslední jeho knihou určenou převážně pro studenty gymnázií je:
- A. Sochor: Logika pro všechny ochotné myslet, Karolinum, 2012.

Tato kniha vyšla s podporou jeho rodiny a kolegů z Filozofické fakulty Univerzity Karlovy čtyři roky po jeho smrti.